# Trofeo San Roque (Villagarcía de Arosa)
El Trofeo San Roque de Arosa, es un torneo de verano que se disputa en la localidad de Villagarcía de Arosa, perteneciente a la provincia de Pontevedra en la Comunidad Autónoma de Galicia (España).
El Trofeo comenzó a disputarse en el año 1956 y continúa estando vigente con su última edición de 2019. El trofeo se vio interrumpido en 19 ocasiones desde 1956 hasta hoy.

## Palmarés
| Año       | Edición      | Campeón                    | Resultado | Subcampeón                |
| --------- | ------------ | -------------------------- | --------- | ------------------------- |
| 1956      | I            | Racing Club de Ferrol      | 1-0       | RC Deportivo de La Coruña |
| 1957-1962 | desconocido  | -                          | -         | -                         |
| 1963      | -            | Arosa SC                   | 1-0       | Racing Club de Ferrol     |
| 1964      | -            | Arosa SC                   | -         | Leixões SC                |
| 1965-1968 | desconocido  | -                          | -         | -                         |
| 1969      | -            | San Martín                 | -         | Arosa SC                  |
| 1970      | -            | Arosa SC juvenil           | 4-1       | RC Celta de Vigo juvenil  |
| 1971-1973 | desconocido  | -                          | -         | -                         |
| 1974      | -            | Pontevedra CF              | 1-0       | Arosa SC                  |
| 1975      | No disputado | -                          | -         | -                         |
| 1976      | -            | SD Compostela              | 1-1 (pen) | San Martín CF             |
| 1977      | No disputado | -                          | -         | -                         |
| 1978      | No disputado | -                          | -         | -                         |
| 1979      | -            | San Martín CF              | -         | Arosa SC                  |
| 1980      | -            | Arosa SC                   | 0-0 (pen) | Céltiga FC                |
| 1981      | -            | -                          | -         | -                         |
| 1982      | -            | Arosa SC                   | 2-0       | Leixões SC                |
| 1983      | -            | -                          | -         | -                         |
| 1984      | -            | -                          | -         | -                         |
| 1985      | -            | -                          | -         | -                         |
| 1986      | -            | Sporting de Gijón Atlético | 1-0       | Arosa SC                  |
| 1987      | -            | Arosa SC                   | 2-0       | Leixões SC                |
| 1988      | -            | Arosa SC                   | 1-0       | RC Celta de Vigo          |
| 1989      | -            | Arosa SC                   | 2-2 (pen) | Leixões SC                |
| 1990      | -            | SD Compostela              | 0-0 (pen) | Arosa SC                  |
| 1991      | -            | Pontevedra CF              | 4-0       | Arosa SC                  |
| 1992      | -            | SD Compostela              | 0-0 (pen) | Arosa SC                  |
| 1993      | -            | -                          | -         | -                         |
| 1994      | -            | SD Compostela              | 3-0       | Arosa SC                  |
| 1995      | -            | -                          | -         | -                         |
| 1996      | -            | Arosa SC                   | 1-0       | CD Ourense                |
| 1997      | -            | RC Celta de Vigo B         | 1-0       | Arosa SC                  |
| 1998      | -            | -                          | -         | -                         |
| 1999      | XXVIII       | Pontevedra CF              | 1-0       | Arosa SC                  |
| 2000      | XXIX         | Vilanovense FC             | 1-1 (pen) | Arosa SC                  |
| 2001      | XXX          | Arosa SC                   | 1-0       | CD Ourense                |
| 2002      | XXXI         | Racing Club de Ferrol      | 2-2 (pen) | Arosa SC                  |
| 2003      | XXXII        | CD Ourense                 | 2-0       | Arosa SC                  |
| 2004      | XXXIII       | RC Celta de Vigo           | 3-1       | Arosa SC                  |
| 2005      | No disputado | -                          | -         | -                         |
| 2006      | No disputado | -                          | -         | -                         |
| 2007      | XXXIV        | RC Deportivo de La Coruña  | 2-0       | Arosa SC                  |
| 2008      | XXXV         | Pontevedra CF              | 2-0       | Arosa SC                  |
| 2009      | XXXVI        | SD Negreira                | 5-1       | Arosa SC                  |
| 2010      | No disputado | -                          | -         | -                         |
| 2011      | XXXVII       | Pontevedra CF              | 1-1 (pen) | Arosa SC                  |
| 2012      | XXXVIII      | Arosa SC                   | 2-1       | Céltiga FC                |
| 2013      | XXXIX        | Arosa SC                   | 2-0       | CD Lugo                   |
| 2014      | XL           | Coruxo FC                  | 2-2 (pen) | Arosa SC                  |
| 2015      | No disputado | -                          | -         | -                         |
| 2016      | XLI          | RC Celta de Vigo B         | 1-0       | Arosa SC                  |
| 2017      | No disputado | -                          | -         | -                         |
| 2018      | No disputado | -                          | -         | -                         |
| 2019      | XLII         | Pontevedra CF              | 4-0       | Arosa SC                  |

## Campeones
| Equipo                     | Títulos | Ediciones                                                                                       |
| -------------------------- | ------- | ----------------------------------------------------------------------------------------------- |
| Arosa SC                   | 17      | 1963, 1964, 1970, 1980, 1982, 1987, 1988, 1989, 1995, 1996, 2001, 2012, 2013 (faltan 4 títulos) |
| Pontevedra CF              | 7       | ?, 1974, 1991, 1999, 2008, 2011, 2019 (falta 1 título)                                          |
| SD Compostela              | 4       | 1976, 1990, 1992, 1994                                                                          |
| RC Deportivo de La Coruña  | 2       | 1985, 2007                                                                                      |
| Racing Club de Ferrol      | 2       | 1956, 2002                                                                                      |
| CD Ourense                 | 2       | 2003 y ?                                                                                        |
| San Martín CF Viloxoan     | 2       | 1969, 1979                                                                                      |
| RC Celta de Vigo B         | 2       | 1997, 2016                                                                                      |
| Sporting de Gijón Atlético | 1       | 1986                                                                                            |
| RC Celta de Vigo           | 1       | 2004                                                                                            |
| Gran Peña FC               | 1       | ?                                                                                               |
| Vilanovense FC             | 1       | 2000                                                                                            |
| SD Negreira                | 1       | 2009                                                                                            |
| Coruxo FC                  | 1       | 2014                                                                                            |